# FAKHRAVAC
FAKHRAVAC je vakcína proti covidu-19 vyvinutá v Íránu Organizací obranných inovací a výzkumu, která je dceřinou společností íránského ministerstva obrany. Je to třetí íránská vakcína proti covidu-19, která dosáhla klinických zkoušek. K říjnu 2021 byly zkoušky ve své třetí fázi. Dne 9. září 2021 obdržela vakcína povolení k nouzovému použití v Íránu.
Vakcína je pojmenována po íránském jaderném vědci Mohsenovi Fachrízádehovi. Ten podle íránských úřadů pracoval na vakcíně v reakci na pandemii covidu-19 v Íránu. Fachrízádeh byl zavražděn v listopadu 2020 při útoku, který Írán a americké tajné služby připisují Izraeli.

## Farmakologie
FAKHRAVAC je vakcína na bázi inaktivovaného viru.

## Lékařské použití
Podává se ve dvou dávkách s odstupem 3 týdnů formou intramuskulární injekce.

## Výroba
V srpnu 2021 bylo oznámeno, že výrobní kapacita vakcíny je 1 milion dávek měsíčně a plánuje se znásobení během několika měsíců.

## Oprávnění
Vakcína získala povolení pro nouzové použití v Íránu dne 9. září 2021. V říjnu 2021 byl vývoj vakcíny ukončen kvůli nedostatečné poptávce zapříčiněné rostoucím dovozem (především čínských vakcín společnosti Sinopharm) i vzájemnou kompeticí s dalšími íránskými vakcínami.